# ودافون ترکیه
ودافون ترکیه (انگلیسی: Vodafone Turkey) زمانی شکل گرفت که تلسیم که توسط گروه اوزان تأسیس شده بود، در گروه وودافون در ۲۸ دسامبر ۲۰۰۵ گنجانده شد. در ۲۴ می ۲۰۰۶ نام تجاری تلسیم به وودافون ترکیه تغییر یافت.